# Idun (revista)

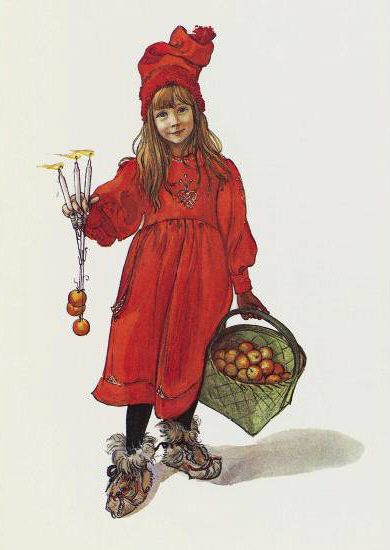
Brita vestida como Iduna. Acuarela de su hija por el artista sueco Carl Larsson para la portada de la edición navideña de la revista (1901).

Idun fue un revista ilustrada publicada semanalmente en Suecia de 1887 a 1963.
Fundada por Frithiof Hellberg, el lema era «Un semanario práctico para mujeres y el hogar» y hasta finales del siglo estaba claramente dirigida al ama de casa. Sin embargo, alrededor de 1900 cambió su enfoque y se dedicó a la «cuestión femenina» y al sufragio femenino, sobre todo de 1907 a 1916, gracias a los esfuerzos de Elin Wägner.